# Tochimilco
Tochimilco är en kommunhuvudort i Mexiko.   Den ligger i kommunen Tochimilco och delstaten Puebla, i den sydöstra delen av landet, 80 km sydost om huvudstaden Mexico City. Tochimilco ligger 2 038 meter över havet och antalet invånare är 3 688.
Terrängen runt Tochimilco är lite bergig. Runt Tochimilco är det ganska tätbefolkat, med 62 invånare per kvadratkilometer. Närmaste större samhälle är Atlixco, 14,4 km öster om Tochimilco. I omgivningarna runt Tochimilco växer huvudsakligen savannskog.